# Кржечевський Георгій Антонович
Георгій Антонович Кржечевський (нар. 18 квітня 1940 — пом. 201?, Житомир, Україна) — радянський український футболіст, нападник.

## Кар'єра гравця

### Аматорський рівень
Футбольну кар'єру розпочав у 1959 році в складі коростишівського «Шахтаря». Під керівництвом тренера Івана Камишева команда брала участь як в першості області, так і України. Після першого кола в обласному турнірі «Шахтар» лідирував, набравши 20 очок з 22-х можливих, при різниці забитих та пропущених м'ячів 51:5. У зв'язку з участю в розиграші кубків УРСР і СРСР футболісти з Коростишева не мали можливості провести останні чотири матчі на першість Житомирщини, але це не перешкодило їм стати переможцями цього турніру. У боротьбі за кубок України коростишівці переграли команди з міст Хмельницького, Києва, Городка (Львівська область), Новоселиці (Чернігівська область) і в фіналі зустрілись з командою м. Жовті Води — «Авангард». Саме в цьому матчі зумів себе проявити юний Георгій Кржечевський, який відкрив рахунок у матчі, завдяки чому допоміг «Гірникам» перемогти з рахунком 2:1 та стати переможцями республіканського кубку. Допоміг «наробити шороху» Георгій й у кубку СРСР, де на шляху до півфіналу коростишівці здолали алматинський «Спартак», потім команду з Киинева, але в півфіналі поступилися краснодарцям. У 1960 році футболісти «Шахтаря» вдруге поспіль вибороли звання чемпіона Житомирщини, забивши у ворота суперників за 26 матчів 97 м'ячів і пропустивши у свої лише 15, які захищав відомий у майбутньому воротар команди «Динамо» (Київ) Віктор Банніков. У 1961 році коростишівський колектив завоював кубок Житомирської області.

### Виступи в «командах-майстрів»
Впевнена та надійна гра молодого нападника привернула до Кржечевського увагу головної команди області, житомирського «Полісся», до якої він приєднався у 1962 році. У своєму дебютному сезоні на поле виходив не часто, але в 6-и матчах Класу «Б» відзначився 5-а голами. У 1963 році вже був гравцем основи, зіграв у 38-и матчах чемпіонату СРСР, але результативність у Георгія впала, того сезону він відзначився 4-а голами. Також зіграв 1 поєдинок у кубку СРСР. Наступного сезону на поле виходив рідше (29 матчів), але встиг відзначитися 4-а голами. Також провів 1 поєдинок у кубку СРСР.
Напередодні початку сезону 1965 року отримав пропозицію від дніпропетровського «Дніпра», прийняв її. У перші два роки (1965 та 1966) свого перебування в Дніпропетровську основним не був, за цей час у чемпіонаті СРСР зіграв відповідно по 15 та 16 матчів, але відзначився 6-ма голами в коному з них. Також залучався до матчів дублюючого складу (22 та 2 поєдинки відповідно), окім цього зіграв 1 та 3 поєдинки в кубку СРСР. Сезон 1967 року св найуспішнішим для Георгія в дніпропетровському колективі, виходив на поле регулярно (33 матчів) та відзначився 17-а голами. Сезони 1968 та 1969 років були менш успішними — 36 матчів (10 голів) та 22 матчі (3 голи), окрім цього зіграв 1 та 2 поєдинку в кубку СРСР. У 1970 році ве був гравцем резерву зіграв 9 матчів у чемпіонаті та 1 поєдинок у кубку СРСР, в яких не відзначився жодним голом. Тому керівництво «Дніпра» вирішило відмовитися від послуг Кржечевського.
У 1971 році Георгій повертається до «Автомобіліста», де протягом двох років знову виходить на поле часто (35 та 26 матчів відповідно), але повернути колишню результативність вже не взмозі (3 та 1 гол відповідно). У 1973 році перебував у заявці житомирського колектива на сезон, але на поле в офіційних матчах не виходив. По завершенні сезону вирішив закінчити кар'єру футболіста.

## Особисте життя
Георгій у своїй родині не став єдиним футболістом. Він також мав двох братів, Левка та Віктора, які також пов'язали своє життя з футболом. Левко виступав, як і брат, за житомирський «Автомобіліст», в той час як Віктор — лише за коростишівський «Шахтар».

## Досягнення

### Аматорський рівень
- Кубок УРСР
  -  Володар (1): 1959
- Чемпіонат Житомирської області
  -  Чемпіон (2): 1959, 1960
- Кубок Житомирської області
  -  Володар (1): 1961